# Ричардс, Роберт Джей
Роберт Джей Ричардс (англ. Robert J. Richards; род. 1942) — американский историк науки широкого профиля, чьи исследования носят междисциплинарный характер. Именной заслуженный профессор кафедры философии и истории науки Чикагского университета, директор Центра истории науки и медицины им. Морриса Фишбейна. Иностранный член-корреспондент Академии наук в Гёттингене с 2010 года. Стипендиат Гуггенхайма. Лауреат ряда престижных премий.
Получил степень магистра искусств в области биологической психологии в Сент-Луисском университете. В дальнейшем получил две степени PhD., в области истории науки в Университете Небраски и в области философии в Чикагском университете, последнюю в 1978 году. В следующем году присоединился к университету в качестве преподавателя. Адъюнкт-профессор с 1984, профессор с 1991, именной профессор с 2004, заслуженный с 2011 года.
Исследовательские интересы Ричардса лежат в области истории и философии биологии и истории и философии психологии, а также эволюционизма, социобиологии, психологии истории, биопсихологии, немецкого романтизма, национализма, фашизма, нацизма и антисемитизма.
Женат, жену зовут Барбара.

## Некоторые работы и их оценки
The Tragic Sense of Life: Ernst Haeckel and the Struggle over Evolutionary Thought
Книга The Tragic Sense of Life: Ernst Haeckel and the Struggle over Evolutionary Thought 2008 года получила The Laing Prize от Издательства Чикагского университета как самая высокооценённая книга, среди выпущенных в издательстве. Она является «интеллектуальной биографией» одного из самых ярых дарвинистов XIX—XX века — Эрнста Геккеля. Автор другой книги с биографией учёного, о Генрихе Бронне и его влиянии на Геккеля, Сандер Глибофф писал, что книга является важной в контексте формирования в научной сфере представлений о дарвиновской теории эволюции. Книга Ричардса, по своей сути, является ответом на многочисленные нападки на учёного, которого часто объявляли в протонацизме, создании интеллектуальных основ для основания последнего, научном мошенничестве, расизме и антисемитизме: всю эту литературу учёный разбирает и последовательно опровергает. Книга Ричардса является ответом как для креационистов, не любящих Геккеля за его популяризацию теории эволюции, так и для эмбриологов — из-за вольности учёного в иллюстрациях. В своей книге Ричардс поместил Геккеля в контекст того времени в котором находился учёный, когда через поколения своих учителей, которыми были многие великие учёные той эпохи, и Чарлза Дарвина учёный пришёл к собственному мировоззрению по поводу человеческой эволюции. В книге Геккель страдает меланхолией, будучи вынужденным вечно оппонировать не понимающим его оппонентам дарвиновской теории, и находит себя в творчестве, в том числе в собственных иллюстрациях биологических видов. Ричардс также опровергает антисемитизм и нацизм Геккеля, который не был особым расистом для своего времени, а был сторонником наиболее распространённых в его время расовых теорий, в частности его книги без переработки были запрещены в нацистской Германии из-за высокого мнения о евреях, отрицая решающее влияние учёного на нацизм. Так или иначе, Ричардс, по мнению Глибоффа, вписал учёного в очень сложный контекст, по сути рассказав в своей книге научную историю Германии того времени, а не биографию конкретного учёного. Брайан Холл дал книге очень положительную оценку. Он писал, что у Ричардса получилась «блестяще написанная биография, основанная на исчерпывающем анализе первичной литературы и важной переоценке положения в истории эмбриологии и эволюции», фактическое грамотное критическое переосмысление классической работы Эдварда Расселла Form and Function, выпущенной за год до смерти учёного. По мнению приват-доцента Мичиганского университета, нейробиолога Паскаля Гросса, книга отлично вписалась в контекст работ своего времени о переосмыслении дарвиновской теории эволюции и её влияния на человеческую историю, помещая одного из её главных пропагандистов в трагический контекст его времени. По мнению учёного, одной из лучших сторон книги Ричардса является анализ художественных начинаний Геккеля, которая является одним из оригинальных взглядов последнего как в биологию, так и в искусство, благодаря морфологическим рисункам. Тем не менее учёный отметил, что хотя книга и не является «агиографической», Ричардс поставил перед собой задачу скорее не беспристрастного описания биографии учёного, а спасения его и его наследия от многочисленных нападок, которым от систематически подвергается. Тем не менее, Гросс отметил, что книга в любом случае является важной в истории изучения истории науки в целом и истории биологического учения в частности.
Was Hitler a Darwinian?: Disputed Questions in the History of Evolutionary Theory
В книге 2017 года Was Hitler a Darwinian?: Disputed Questions in the History of Evolutionary Theory Ричардс разбирает сложные и спорные вопросы в истории теории эволюции человека, большая часть из которых была ранее опубликована как статьи в научных журналах, но в дальнейшем переработана для книги. В этой работе Ричардс продолжил развивать идеи, продвигаемые им в предыдущих работа, в частности оппозицию идее «триумфа механистической науки в биологии», идею о центральности разума в исследованиях человеческой природы для Дарвина и ранних эволюционистов и существенном влиянии немецкого романтизма на биологов, благодаря которым на свет явилась «романтическая биология» или натурфилософия. Как и в прошлой книге, Ричард посвятил значительное время для адвокатства Геккеля, в особенности его рисунков биологических видов и их мироустройства, которые часто подвергаются нападкам как весьма далёкие от реальности, что является «неявной защитой эстетики» в изучении биологии. В последней же главе своей книги Ричардс усиленно и, по мнению биолога Фредерика Уэйзмена, весьма успешно критикует всех активно привязывающих дарвинизм к нацизму. Основным оппонентом Ричардса в его теории является Ричард Уэйкарт, историк, связанный с концепцией «разумного замысла» и активно продвигающий широкое влияние дарвинизма на нацизм, который, как указывает Ричардс, в своей концепции игнорирует многие источники. По мнению Уэйзмена, книга, так или иначе, является важной в дебатах по истории эволюционной теории, поскольку Ричардс привык бросать вызов сложившимся в науке концепциям, делая это провокационно и со вкусом. По мнению Джона Лэнгриха, у Ричардса получилась спорная и интересная книга, которая заставляет читателей рассмотреть правильность своих взглядов, ведь она защищает то, что принято критиковать, и содержит весьма малоизвестные факты, а также уверенно даёт понять, что Гитлер не был  дарвинистом, будучи крайним антиэволюционистом, а социальный дарвинизм не имеет ничего общего с дарвинизмом несмотря на название.

## Награды и премии
- Стипендия Гуггенхайма (2004—2005)[2].
- Пфайзеровская премия[англ.] Общества истории науки (1988)[2].
- Golden Eurydice Award[англ.], Международный биофилософский форум, Бельгия (1989)[2].
- The Laing Prize[англ.] (2003 и 2011)[2].
- Медаль Джорджа Сартона[англ.] Общества истории науки (2011)[2].

## Работы
- Richards Robert J. Darwin and the Emergence of Evolutionary Theories of Mind and Behavior (англ.). — Chicago: University of Chicago Press, 1987. — xvii, 700 p. — (Science and Its Conceptual Foundations series). — ISBN 0-226-71200-1. — ISBN 978-0-226-71200-0.
- Richards Robert J. The Meaning of Evolution: The Morphological Construction and Ideological Reconstruction of Darwin's Theory (англ.). — Second ed., reprinted. — Chicago: University of Chicago Press, 2009. — xv, 205 p. — (Science and Its Conceptual Foundations series). — ISBN 0-226-71205-2. — ISBN 978-0-226-71205-5. — doi:10.7208/chicago/9780226712055.001.0001.
- Richards Robert J. The Romantic Conception of Life: Science and Philosophy in the Age of Goethe (англ.). — Chicago: University of Chicago Press, 2002. — xix + 587 p. — (Science and Its Conceptual Foundations series). — ISBN 0-226-71210-9. — ISBN 978-0-226-71210-9.
- Darwinian Heresies (англ.) / ed. by Robert J. Richards; Michael Ruse; Abigail Lustig. — Cambridge: Cambridge University Press, 2004. — viii, 200 p. — ISBN 1-139-45347-5. — ISBN 978-1-139-45347-9. — doi:10.1017/CBO9780511512179.
- Richards Robert J. Ernst Haeckel's Alleged Anti-Semitism and Contributions to Nazi Biology (англ.) // Biological Theory. — Berlin: Springer, 2007. — February (vol. 2, iss. 1). — P. 97—103. — ISSN 1555-5542. — doi:10.1162/biot.2007.2.1.97.
- The Cambridge Companion to the Origin of Species (англ.) / ed. by Robert J. Richards; Michael Ruse. — Cambridge: Cambridge University Press, 2008. — xiv, 395 p. — (Cambridge Companions to Philosophy). — ISBN 0-521-87079-8. — ISBN 978-0-521-87079-5. — doi:10.1017/CCOL9780521870795.
- Richards Robert J. The Tragic Sense of Life: Ernst Haeckel and the Struggle over Evolutionary Thought (англ.). — Chicago: University of Chicago Press, 2008. — xx, 551 p. — ISBN 0-226-71219-2. — ISBN 978-0-226-71219-2.
- Richards Robert J. Was Hitler a Darwinian?: Disputed Questions in the History of Evolutionary Theory (англ.). — Chicago, London: University of Chicago Press, 2013. — vii, 272 p. — ISBN 0-226-05909-X. — ISBN 978-0-226-05909-9. — doi:10.7208/9780226059099.